# Тоші Йошіда

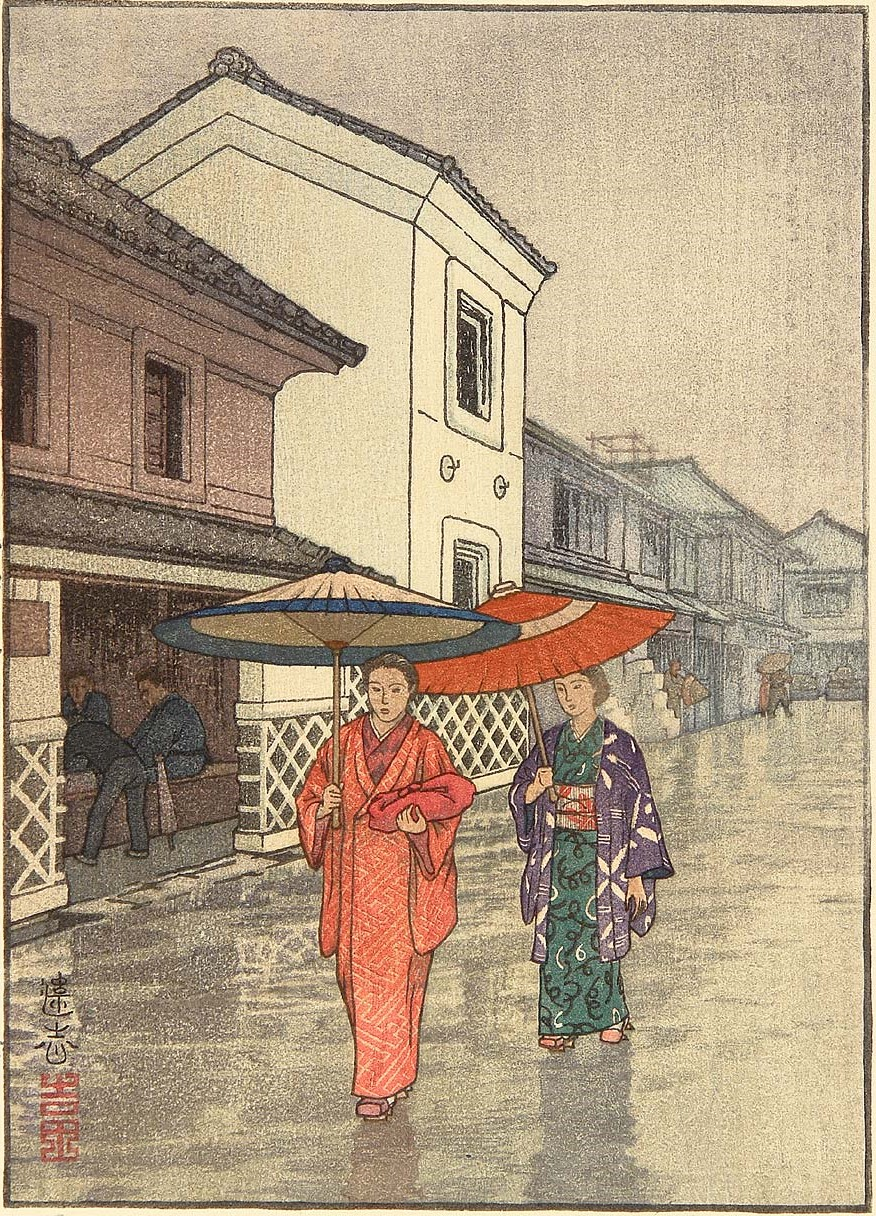
Парасольки, Йошіда Тоші, 1940

Йошіда Тōші (吉田 遠志, 25 липня 1911 — 1 липня 1995) — японський ксилограф, представник течії сосаку-ханґа. Син Йошіда Хіроші (吉田博).
У ранньому дитинстві одна з ніг Йошіда була паралізованою. Будучи не в змозі відвідувати школу, він проводив час у майстерні батька або спостерігаючи за тваринами. Його бабуся, Руї Йошіда, підбадьорювала внука і малий Тоші почав робити замальовки тварин.
У своїй творчості Йошіда постійно боровся між наслідуванням батька та власною свободою. Хіроші Йошіда з самого початку слідкував за художньою освітою сина. Починаючи з 1926-го року, головною темою робіт Тоші були тварини. Це була спроба відрізнити себе від батька, який займався переважно пейзажами.
Однак у 1930-х Тоші також почав працювати з пейзажами і виконував роботи, подібні до батькових. У 1930—1931 роках батько і син подорожували разом і відвідали Індію, Шанхай, Гонконг, Малайзію, Сінгапур та Бірму.
У 1940-му році Йошіда Тоші одружився з Кацура Кісо, з якою мав п'ять синів.
У роки Другої світової війни в Японії існувала цензура, тому Йошіда Тоші малював фабричних робітників та цивільних, які допомагають армії. Під час окупації він надрукував сімнадцять пейзажів для продажу американським військовим.
Після смерті батька у 1950 році, Йошіда Тоші повністю пориває з натуралізмом. У 1952-му році під впливом свого брата (Йошіда Ходака) він почав серію абстрактних дереворитів. У 1953-му році побував у США, Мексиці, Лондоні та на Близькому Сході. Під час цих подорожей Тоші зробив виставки у тридцяти музеях та галереях у вісімнадцяти країнах.
Йошіда Тоші повернувся до зображення тварин у 1971-му році, особливу увагу у своїх роботах приділяючи Африці. Також ілюстрував дитячі книжки та писав власні оповідання.